# 苯并吡喃
苯并吡喃（benzopyran）或译苯并哌喃，是一種多環有机化合物，由苯環和杂环吡喃環中的1个碳碳双键边并合构成，属于并合不饱和环醚类化合物。 
根據IUPAC當前命名法，之前建議的「色烯」（chromene）名稱仍然保留。然而，「苯并」（benzo-）系統名稱，如2H-1-苯并吡喃，是色烯、異色烯、色烷、異色烷以及其氧族元素類似物的優先IUPAC名稱。苯并吡喃有兩個異構體，差別在於兩個環跟氧原子相對的結合方向不同。它們是1-苯并吡喃（色烯）和2-苯并吡喃（異色烯，isochromene）。其中的數字代表氧原子根據萘的標準命名法的位置。 
某些苯并吡喃在體外出現抗癌活用。
苯并吡喃的自由基形式具有顺磁性。未配對電子在整個苯并吡喃分子上離域，使電子比想像中更不活潑。類似的例子有茂基。苯并吡喃通常以還原狀態出現，其中它因一個氫原子而部分飽和，在吡喃環中出現四面體CH2基。因此，因為氧原子和四面體碳原子有很多不同的位置，苯并吡喃有很多結構異構體： 
| 2H-色烯 （2H-1-苯并吡喃） | 4H-色烯 （4H-1-苯并吡喃） |
| 5H-色烯                   | 7H-色烯                   |
| 8aH-色烯                  |                           |

| 1H-異色烯 （1H-2-苯并吡喃） | 3H-異色烯 （3H-2-苯并吡喃） |